# Elisabet Ouchterlony
Marie Elisabet Charlotte Ouchterlony (15. maj 1842 i Helsingør - 21. marts 1890 på Frederiksberg) var en dansk skolebestyrerinde, forfatter og kvindesagsforkæmper.

## Familie og opvækst
Elisabet Ouchterlony var datter af Elisabeth Christiane Nielsen (ca. 1803-1888) og den svenske eskadronchef Mauritz Edvard Ouchterlony (1799 i Stockholm-1866 i København).

## Kvindesagsforkæmper
I 1871 tog Ouchterlony initiativ til Dansk Kvindesamfund sammen med Mathilde Bajer, Caroline Testman og Tagea Johansen, hvor hun var medlem af foreningens første bestyrelse.
Hun bidrog til det svenske kvindesagsblad Tidskrift för hemmet. 
I 1885 stiftede Ouchterlony Kvindelig Fremskridtsforening sammen med Mathilde Bajer.

## Socialisme
Elisabet Ouchterlony var medlem af Socialdemokratiets hovedbestyrelse frem til partisprængningen i 1890. Derefter var hun medstifter af Det revolutionære socialistiske Arbejderparti. 
Hun ytrede sig i 1880'ernes sædelighedsfejde, og i Social-Demokraten argumenterede hun for at ophævelsen af den statskontrollerede prostitution ikke i sig selv kunne afskaffe kvindehandel:
| „ | ... thi saalænge Guldet kan udbytte den fattige Mands Arbejdskraft, vil dette udbytte den fattige Piges Dyd | “ |

## Forfatter
Elisabet Ouchterlony udgav i 1871 Historiske Fortællinger for Ungdommen og året efter Ledetraad i Nordens Historie og Geografi. I 1872 udgav hun anonymt Blade fra danske Kvinder, med forord af Pauline Worm, hvortil hun selv havde skrevet artiklen "Den orientalske Kirke"

## Religion
Ouchterlony stillede sig uden for folkekirken og tilsluttede sig i stedet den katolsk-apostolske menighed i København.